# Tryckfallssjuka
Tryckfallssjuka (engelska: decompression sickness, DCS), även känt som dykarsjuka, beskriver ett tillstånd där fria bubblor bildas inuti kroppen vid trycksänkningar i kroppen. Tryckfallssjuka kategoriseras oftast till en viss typ av dykning, men kan även genereras av andra trycksänkningssituationer. Exempel på detta är att flyga i flygplan utan tryckkabin eller rymdpromenader utanför rymdfarkoster.
Tryckfallssjuka kan ge bubblor i alla delar av kroppen, vilket betyder att det finns många symptom vars effekter kan variera, allt från ledvärk och hudutslag till förlamning och död. Individuell känslighet kan variera från dag till dag hos en person, och olika individer på samma villkor kan alltså påverkas på olika sätt. Detta är en av anledningarna till att reglerna för dykare är ganska strikta.
Forskare har uppfunnit förebyggande teknik för att minska risken för bubblornas bildande i kroppen. Man använder sig även av dyktabeller eller dykardator/dykarklockor, som är konstruerade för att man lätt ska kunna uppfatta gränser för exponering och tryck. Om tryckfallssjuka skulle uppkomma vid en för snabb uppstigning, finns speciella tryckkammare för att eliminera kroppens bubblor. Vid lättare tryckfallssjuka räcker det med att andas in ren syrgas. Dessa två kan även kombineras vid allvarliga fall.

## Historia
Redan 4 500 f.Kr. tror man att dykning efter mat förekom i det gamla Mesopotamien. Enklare former av dykarklockor uppfanns under 1500-talet, men det var inte förrän 1654 som Otto von Guericke löste problemet med luftomsättning under vatten.
Trycket ökar med vattendjupet, och på större djup måste luften levereras under tryck till dykarklockorna med pumpar, som till en början var handdrivna. Detta ledde till att de första fallen av dykarsjuka konstaterades på 1800-talet i samband med bygge av järnvägsbropelare under vattnet med hjälp av kassuner, som fylldes med komprimerad luft för att utestänga vattnet. Redan från början kunde man observera att arbetarna insjuknade mycket snabbt, kort efter att de återvänt till ytan. De vanligaste symptomen var klåda och lättare smärtor i leder, men symptomen ökade i takt med att arbetarna vistades längre tid i kassunen. Arbetarna blev yra när de återvände till ytan, blev förlamade i kroppsdelar och förlorade sedan medvetandet och avled; allt inom loppet av några få minuter.
1960 klassificerade Golding et al. tryckfallssjuka i olika typer. Typ I är den mildare formen och omfattar endast komplikationer och symptom på huden, rörelseapparaten och lymfsystemet. Typ II är den allvarliga formen och förutom symptomen från Typ I skadas även inre organ och det centrala nervsystemet.
Neurologiska symptom kan uppstå efter den inledande fasen, och både typ I och typ II har samma ursprung och behandlingsmetoder. Behandlingsmetoderna har också utvecklats. Därför är denna klassificering är mindre användbar idag, men förekommer fortfarande. 

## Tryckfallssjuka och dysbarism
Det som benämns dysbarism omfattar dykarsjuka, arteriell gasemboli och barotrauma, medan dykarsjuka och arteriell gasemboli vanligen klassificeras tillsammans som tryckfallssjuka när en exakt diagnos inte kan göras. DCS och arteriell gasemboli behandlas på mycket liknande sätt eftersom båda är resultatet av gasbubblor i kroppen. Den amerikanska marinen ordinerar identisk behandling av typ II DCS och arteriell gasemboli. Deras spektra av symptom överlappar också, även om de från arteriell gasemboli är generellt svårare eftersom de ofta uppstår från en infarkt (blockering av blodleverans och påföljande vävnadsundergång).
Dykarskador, dykarkomplikationer, barotrauma, dysbarism och kroppsskador kan uppkomma i samband med att man befinner sig i en omgivning med högt lufttryck. Det är själva inandningen av luft med högt tryck som ger upphov till dessa skador.
Dykarsjuka uppkommer oftast vid för snabba uppstigningar. Detta medför att trycket runt kroppen minskas för snabbt och att kroppens gaser i vävnader och vätskor inte kan hållas löst. Om tryckförändringen sker för snabbt kommer överskottet av gaser inte avgå med andningsluften utan bilda gasblåsor i kroppsvätskor och kroppsvävnader. Detta ger upphov till bland annat störningar av de biologiska reaktionerna i blodet. Vanligast bland dessa gasblåsor är de som innehåller kväve. Vid en alltför långvarig vistelse under måttliga djup, som till exempel kassunarbetarna utsätter sig för, kan nedbrytning av benvävnad i höfter och skuldror förekomma flera år efter att man blivit sjuk.
Dysbarism är ett symptom som kan leda till att gasfyllda håligheter i kroppen imploderar eller exploderar. Dysbarism sker då gaser expanderar, på grund av tryckskillnader, och kroppens håligheter inte hinner släppa ut överskottet. Om kroppen inte hinner få bort gas leder detta oftast till smärtor och blödningar. Ett annat ord för detta är squeeze som till exempel kan kännas som smärtor från mellanörat. Även gasfyllda områden i tandfyllningar kan orsaka smärta och gå sönder. Vid en alltför snabb uppstigning sjunker trycket i kroppen snabbare än vad gaserna kan ta sig ut. Detta kan bland annat leda till lungbristningar. Därvid brister lungvävnaden och gas strömmar in i blodbanan, vilket kan leda till att personen snabbt avlider.

## Orsaker
Tryckfallssjuka kan uppkomma efter snabb uppstigning i samband med dykning och beror på en alltför hastig minskning av det tryck som omger kroppen. Normal uppstigning efter att ha överskridit gränserna för tid och djup enligt dykningens exponeringstabell kan också orsaka tryckfallssjuka.
Gaser finns alltid lösta i kroppens vätskor och vävnader. När människan befinner sig under tryck löses kvävgas i vävnader och när det kväve som lagrats i en dykares kropp under dykning frisätts alltför snabbt kan bubblor bildas (man kan jämföra med när man öppnar en champagneflaska, då den snabba tryckförändringen gör att bubblor bildas i flaskan).
När trycket sänks då en dykare gör en uppstigning ska kvävgasen vädras ur vävnaderna men om trycksänkningen går för fort kommer gasen alltså att frigöra sig och i värsta fall övergå i fri form och gasbubblor kan bildas i kroppens vävnader.
Minskar man efter ett långvarigt dyk hastigt det yttre absoluta trycket till mindre än hälften uppkommer ofta påvisbara gasblåsor i kroppen vilka ger upphov till symptom på tryckfallssjuka.

## Symptom
Tryckfallssjuka kan uppträda upp till tolv timmar efter att ett dyk har avslutats men symptomen uppträder oftast inom en timme efter ett dyk. Symptomen kan vara mer eller mindre allvarliga. Gasbubblor kan uppstå på många ställen i kroppen och kan framkalla olika reaktioner på intilliggande vävnader, leder, nerver och blodkärl. 
Bubblorna kan finnas i de yttersta kapillärerna i huden och orsaka klåda eller 'myrkrypningar', något som brukar kallas 'dykarloppor'. Detta är de lindrigaste symptomen vilka inte alltid kräver rekompressionsbehandling (men de kan vara förstadier till allvarligare symptom). Man kan också få en brännande känsla i huden eller färgförändringar som små röda eller blåa fläckar eller marmoreringar på större delar av kroppen.
Vanliga och mindre allvarliga symptom kan vara till exempel:
- Kroppsdelar somnar och händer och fötter domnar.
- Personen upplever svaghet och slöhet.
- Personen upplevs som sinnesfrånvarande med dålig koncentration.

Bland de mindre vanliga men allvarligare symptomen finns till exempel: 
- Kroppsdelar blir förlamade.
- Personen upplever bröstsmärtor och korta andhämtningar.
- Svårighet att tala.
- Synfel.
- Svårigheter att urinera.
- Personen kan även hamna i koma och i värsta fall avlida.

Vid allvarligare fall kan symptomen ibland upplevas lindrigare än vad de egentligen är, då smärtor både kan avta och tillta.

## Förebyggande
Man anses kunna undvika bubbelbildning och därmed tryckfallssjuka genom att, efter ett långt dyk djupare än 10 meter, förändra trycket, dekompressionen, så långsamt att övermättnaden av kväve i någon vävnad inte når kritiska värden.
Det finns dock en risk för att en dykare kan få symptom på dykarsjukan även om man hållit sig inom gränserna. Detta kan bero på hälsa, utmattning, nedkylning och andra omständigheter.
Att undvika vätskebrist, att undvika alkoholförtäring i samband med dykning, att endast dyka om man känner sig frisk, en allmänt god fysisk kondition och att undvika fridykning i samband med tubdykning anses kunna minska riskerna för tryckfallssjuka.

## Vård
De lindrigare symptomen kan gå över relativt snabbt och ger i allmänhet inga men. Trots detta bör en dykare som drabbats av lätta symptom ges syrgas och övervakas då det finns en risk för att andra symptom ska uppkomma.
Det är troligt att fler dykare än man tidigare trott drabbas av lindriga symptom. Ett visst inslag av förnekelse kan förekomma, d.v.s. att man förklarar bort symptomen med andra orsaker och fortsätter att dyka om de inte förvärras.
Vid allvarliga fall placeras den skadade i en tryckkammare med högt tryck (motsvarande 30 till 50 meters djup) vilket sedan långsamt lättar. Behandlingen kan ta mycket lång tid. Man kan också trycksätta till 15-18 meter och behandla med 100 % syrgas. Detta ger en snabb utvädring av kväve och en effektiv syresättning av kroppen. Ungefär 1 på 500 patienter riskerar att nå en alltför hög halt syre i kroppen, men eftersom tillsättningen av 100 % syre oftast sker i en kontrollerad omgivning så sänker sjuksköterskan syrehalten innan någonting allvarligt händer. Vid återhämtning eller behandling av dykarsjuka ordineras den utsatta att undvika mer dykning. Man ska inte dricka alkaliserade drycker, röka, vara uppe sent eller påfresta kroppen fysiskt.